# Río Kem
El río Kem (del ruso: Кемь); en finés: Kemijoki es un corto río costero de la república de Carelia, en Rusia, que desemboca en el mar Blanco. Tiene una longitud de 191 km (aunque con uno de sus afluentes, el Cirka-Kem, alcanza los 410 km) y drena una cuenca de 27 700 km².

## Geografía
El río nace en el lago Nizhne Kuito (lago Kuito inferior) (Нижнее Куйто) y atraviesa varios lagos antes de verter sus aguas al mar Blanco.
El Kem tiene un régimen nivo-pluvial. Su caudal medio, medido a 18 km de su desembocadura es de 258 m³/s. El Kem se hiela de principios del mes de noviembre a la primera quincena de mayo.
Se suceden cinco centrales hidroeléctricas en el curso del río. La ciudad de Kem, está situada en la desembocadura del Kem en el mar Blanco.
Sus principales afluentes son los ríos Chirka-Kem, Ojta, Kepa y Shomba.

## Hidrometría
El Kem es un curso de agua abundante en todas las estaciones. El caudal del río ha sido observado durante 43 años (en el período 1917-66) en Poduyemie, localidad situada a 18 km de la desembocadura en el bahía de Onega.
En Poduyemie, el caudal anual medio observado en este período fue de 258 m³/s para una cuenca de 26 000 km². La lámina de agua que se vierte en la cuenca se eleva a 190 mm, que se puede considerar moderada.
El caudal medio mensual observado en marzo (mínimo de estiaje) es de 97.4 m³/s, siendo más o menos el 20% del caudal del mes de junio, el principal mes de crecidas (499 m³/s), cosa que muestra una pequeña amplitud de las variaciones estavcionales del caudal. En el período de observación de 43 años, el caudal mensual mínimo corresponde al mes de marzo de 1956 (24.3 m³/s), mientras que el máximo ascendió a 789 m³/s en junio de 1955.
| Caudal medio mensual del Kem en la estación hidrométrica de Poduyemi (Datos calculados en 43 años, 1917-66, en m³/s) |
| |